# پاول کادرابک
پاول کادرابک (انگلیسی: Pavel Kadeřábek؛ زادهٔ ۲۵ آوریل ۱۹۹۲) بازیکن فوتبال اهل جمهوری چک است.
از باشگاه‌هایی که در آن بازی کرده‌است می‌توان به باشگاه فوتبال اسپارتا پراگ، باشگاه فوتبال هوفنهایم، و باشگاه فوتبال ویکتوریا ژیژکوف اشاره کرد.
وی همچنین در تیم‌های ملی فوتبال زیر ۲۱ سال جمهوری چک، و جمهوری چک بازی کرده‌است.